# Taras Dolnyj
Taras Wassylowytsch Dolnyj (russisch Тарас Васильевич Дольный, ukrainisch Тарас Васильович Дольний, engl. Transkription Taras Dolnyy; * 18. Juni 1959 in Chumali, Oblast Ternopil) ist ein ehemaliger sowjetischer, dann  ukrainischer Biathlet.
Taras Dolnyj ist Lehrer und lebt in Ternopil. Seine internationale Karriere begann bei der Winter-Universiade 1983, als er sich in Sofia bei der Biathlon-Premiere bei der Winter-Universiade zweimal in die Siegerlisten eintrug. Im Einzel siegte er vor Andrei Nepein und Leonid Nowikow, im Sprint war die Reihenfolge Dolny vor Nowikow und Nepein. Er gehörte nach der Auflösung der Sowjetunion und der Neugründung nationaler Verbände in den Nachfolgestaaten zu den ersten Angehörigen des Nationalkaders der Ukraine. Zu dieser Zeit schon über 30 Jahre alt, hatte er es bis dahin nicht geschafft den internationalen Kader der Sowjetunion zu erreichen, obwohl er seit 1978 Biathlon betrieb. Wie so viele andere Athleten der Nachfolgestaaten profitierte er von den nun neuen Plätzen in den Nationalkadern. Sein internationales Debüt gab er zum Auftakt der Saison 1992/93 in Pokljuka im Weltcup, wo er 51. des Einzels und 38. des Sprints wurde. Erster Karrierehöhepunkt wurden die zwischenolympischen Weltmeisterschaften 1993 in Borowetz. Im Sprint wurde er 51., im Einzel 60. Mit der Staffel erreichte er an der Seite von Witalij Mohylenko, Walentyn Dschyma und Iwan Maksymow den fünften Rang. Wenig später gewann er als 21. eines Einzels in Kontiolahti erstmals Weltcuppunkte. Diese erreichte er auch in der Folgezeit mehrfach, konnte sich im Weltcup jedoch nicht mehr besser platzieren. Seine besten Resultate erreichte Dolnyj bei den Olympischen Winterspielen von Lillehammer, wo er im Sprint 18., im Einzel 12. und mit Witalij Mohylenko, Walentyn Dschyma und Roman Swonkow im Staffelrennen 15. wurde. Mit einer Strafrunde war auch Dolnyj an der schlechten Platzierung der Staffel maßgeblich mit beteiligt. Letzte internationale Meisterschaften wurden die Weltmeisterschaften 1995 in Antholz und die Europameisterschaften 1995 in Le Grand-Bornand. Bei der WM wurde Dolnyj 34. des Einzels, 17. des Sprints und an der Seite von Oleksandr und Ruslan Lyssenko sowie Roman Swonkow Elfter. Mit Ruslan Lyssenko, Walentyn Dschyma und Swonkow erreichte er bei den Europameisterschaften mit dem Gewinn der Staffel-Bronzemedaille seinen größten internationalen Erfolg. Seine letzten Rennen im Weltcup bestritt der Ukrainer 1996 in Östersund sowie am Holmenkollen in Oslo im ersten Dritten der Weltcup-Saison 1996/97. Er schloss ein Sportstudium in Ternopil ab und arbeitet als Trainer.

## Biathlon-Weltcup-Platzierungen
Die Tabelle zeigt alle Platzierungen (je nach Austragungsjahr einschließlich Olympische Spiele und Weltmeisterschaften).
- 1.–3. Platz: Anzahl der Podiumsplatzierungen
- Top 10: Anzahl der Platzierungen unter den ersten zehn (einschließlich Podium)
- Punkteränge: Anzahl der Platzierungen innerhalb der Punkteränge (einschließlich Podium und Top 10)
- Starts: Anzahl gelaufener Rennen in der jeweiligen Disziplin

| Platzierung                                              | Einzel | Sprint | Verfolgung | Massenstart | Team | Staffel | Gesamt |
| -------------------------------------------------------- | ------ | ------ | ---------- | ----------- | ---- | ------- | ------ |
| 1. Platz                                                 |        |        |            |             |      |         |        |
| 2. Platz                                                 |        |        |            |             |      |         |        |
| 3. Platz                                                 |        |        |            |             |      |         |        |
| Top 10                                                   |        |        |            |             |      | 2       | 2      |
| Punkteränge                                              | 4      | 3      |            |             |      | 5       | 12     |
| Starts                                                   | 15     | 15     |            |             |      | 5       | 35     |
| Stand: Karriereende, Daten möglicherweise nicht komplett |        |        |            |             |      |         |        |